# Japan op de Olympische Zomerspelen 1928

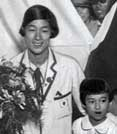
Kinue Hitomi, 1928

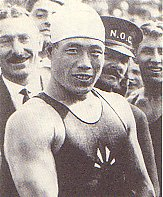
Yoshiyuki Tsuruta, 1928

Japan nam deel aan de Olympische Zomerspelen 1928 in Amsterdam, Nederland. Voor het eerst werd goud gewonnen, zelfs tot twee keer toe.

## Medailleoverzicht
| Sport    | Olympiër                                                 | Onderdeel              | Medaille |
| -------- | -------------------------------------------------------- | ---------------------- | -------- |
| Atletiek | Mikio Oda                                                | hink-stap-springen (m) | Goud     |
| Zwemmen  | Yoshiyuki Tsuruta                                        | 200m schoolslag (m)    | Goud     |
| Atletiek | Kinue Hitomi                                             | 800m (v)               | Zilver   |
| Zwemmen  | Hiroshi Yoneyama Nobuo Arai Tokuhei Sada Katsuo Takaishi | 4x200m vrije slag (m)  | Zilver   |
| Zwemmen  | Katsuo Takaishi                                          | 100m vrije slag (m)    | Brons    |

## Deelnemers en resultaten

### Atletiek
| Olympiër                                                  | Onderdeel                | Resultaat    | Prestatie                                          |
| --------------------------------------------------------- | ------------------------ | ------------ | -------------------------------------------------- |
| Iwao Aizawa                                               | 100m (m)                 | series       | serie 6: 4de                                       |
| Iwao Aizawa                                               | 200m (m)                 | series       | serie 6: 3de in 22,6                               |
| Juichi Nagatani                                           | 10000m (m)               | 19e          |                                                    |
| Yoshio Miki                                               | 110m horden (m)          | halve finale | serie 9: 1ste in 15,4 halve finale 1: 6de          |
| Iwao Aizawa Seishichi Inuma Shigetoshi Osawa Chuhei Nanbu | 4x100m (m)               | series       | serie 3: 3de                                       |
| Juichi Nagatani                                           | marathon (m)             | 48e          | 3:03.34                                            |
| Seiichiro Tsuda                                           | marathon (m)             | 6e           | 2:36.20                                            |
| Kanematsu Yamada                                          | marathon (m)             | 4e           | 2:35.29                                            |
| Chūhei Nambu                                              | verspringen (m)          | 9e           | kwalificatie groep 4: 2de met 7,25m                |
| Mikio Oda                                                 | verspringen (m)          | 11e          | kwalificatie groep 3: 3de met 7,11m                |
| Chūhei Nambu                                              | hink-stap-springen (m)   | 4e           | 15,01m                                             |
| Mikio Oda                                                 | hink-stap-springen (m)   | Goud         | 15,21m                                             |
| Kazuo Kimura                                              | hoogspringen (m)         | 6e           | kwalificatie: 1ste met 1,83m finale: 6de met 1,88m |
| Mikio Oda                                                 | hoogspringen (m)         | 7e           | kwalificatie: 1ste met 1,83m finale: 7de met 1,88m |
| Yonetaro Nakazawa                                         | polsstokhoogspringen (m) | 6e           | kwalificatie: 1ste met 3,66m finale: 6de met 3,90m |
| Ichiro Furuyama                                           | discuswerpen (m)         | 27e          | 37,89m                                             |
| Yoshio Okita                                              | discuswerpen (m)         | 30e          | 36,38m                                             |
| Kosaku Sumiyoshi                                          | speerwerpen (m)          | 13e          | kwalificatie: 13de met 59,05m                      |
| Yoshio Okita                                              | kogelslingeren (m)       | 15e          | kwalificatie: 15de met 44,41m                      |
| Yonetaro Nakazawa                                         | tienkamp (m)             | 22e          | 4795 punten                                        |
| Tatsuo Toki                                               | tienkamp (m)             | 12e          | 5794 punten                                        |
|                                                           |                          |              |                                                    |
| Kinue Hitomi                                              | 100m (v)                 | halve finale | serie 3: 1ste in 12,8 halve finale 2: 4de          |
| Kinue Hitomi                                              | 800m (v)                 | Zilver       | serie 2: 2de in 2.26,4 finale: 2de in 2.17,6       |

### Boksen
| Olympiër      | Onderdeel   | Resultaat | Prestatie |
| ------------- | ----------- | --------- | --- |
| Fuji Okamoto  | -53,5kg (m) | 9e        | 1ste ronde: vrij 2de ronde: V van IRL Traynor: punten                                                            |
| Kintaro Usuda | -66,7kg (m) | 9e        | 1ste ronde: W van ESP Fernández: punten 2de ronde: W van RHS Hall: punten kwartfinale: V van CAN Smillie: punten |

### Paardensport
| Olympiër          | Onderdeel   | Resultaat | Prestatie                       |
| Dressuur          | Dressuur    | Dressuur  | Dressuur                        |
| ----------------- | ----------- | --------- | ------------------------------- |
| Kozeki Okada      | individueel | 20e       | 193,70 punten                   |
| Kohei Yusa        | individueel | 28e       | 166,96 punten                   |
| Eventing          |             |           |                                 |
| Shunzo Kido       | individueel | 21e       | 1812,66 punten                  |
| Springconcours    |             |           |                                 |
| Shigetomo Yoshida | individueel | DSQ       | kwalificatie: gediskwalificeerd |

### Roeien
| Olympiër                                                               | Onderdeel    | Resultaat | Prestatie                                          |
| ---------------------------------------------------------------------- | ------------ | --------- | -------------------------------------------------- |
| Kinichiro Ishii                                                        | skiff (m)    | DNF       | serie 7: niet gefinisht                            |
| Kazuo Nose Makoto Tsushida Isamu Takashima Hachiro Sato Tsukasa Sonobe | vier-met (m) | DNF       | serie 3: 2de in 7.49,0 herkansingen: 2de in 7.51,4 |

### Schoonspringen
| Olympiër        | Onderdeel    | Resultaat | Prestatie                                                       |
| --------------- | ------------ | --------- | --------------------------------------------------------------- |
| Fumio Takashina | 3m plank (m) | 9e        | 1ste ronde groep 3: 3de met 11 punten finale: 9de met 45 punten |

### Worstelen
| Olympiër      | Onderdeel   | Resultaat   | Prestatie                                    |
| Vrije stijl   | Vrije stijl | Vrije stijl | Vrije stijl                                  |
| ------------- | ----------- | ----------- | -------------------------------------------- |
| Isuke Shinmen | -65kg (m)   | 8e          | 1ste ronde: vrij 2de ronde: V van SUI Mollet |

### Zwemmen
| Olympiër                                                 | Onderdeel             | Resultaat    | Prestatie                                                                                    |
| -------------------------------------------------------- | --------------------- | ------------ | -------------------------------------------------------------------------------------------- |
| Katsuo Takaishi                                          | 100m vrije slag (m)   | Brons        | serie 1: 2de in 1.01,2 halve finale 1: 1ste in 1.00,0 finale: 3de in 1.00,0                  |
| Nobuo Arai                                               | 400m vrije slag (m)   | DNF          | serie 1: 2de in 5.23,4 halve finale 1: niet gestart                                          |
| Katsuo Takaishi                                          | 400m vrije slag (m)   | halve finale | serie 5: 1ste in 5.22,8 halve finale 2: 4de                                                  |
| Hiroshi Yoneyama                                         | 400m vrije slag (m)   | halve finale | serie 2: 2de in 5.17,8 halve finale 1: 5de                                                   |
| Nobuo Arai                                               | 1500m vrije slag (m)  | halve finale | serie 2: 1ste in 21.35,4 halve finale 1: 4de                                                 |
| Katsuo Takaishi                                          | 1500m vrije slag (m)  | DNF          | serie 3: 1ste in 21.20,8 halve finale 2: niet gestart                                        |
| Takaji Takebayashi                                       | 1500m vrije slag (m)  | DNF          | serie 1: 2de in 22.30,4 halve finale 1: niet gefinisht                                       |
| Toshio Irie                                              | 100m rugslag (m)      | 4e           | serie 1: 2de in 1.13,4 halve finale 1: 2de in 1.14,0 finale: 4de in 1.13,6                   |
| Shourai Kimura                                           | 100m rugslag (m)      | series       | serie 5: 4de                                                                                 |
| Yuki Mawatari                                            | 200m schoolslag (m)   | 4e           | serie 2: 4de in 2.58,2                                                                       |
| Shourai Kimura                                           | 200m schoolslag (m)   | Goud         | serie 4: 1ste in 2.50,0 (OR) halve finale 1: 1ste in 2.49,2 (OR) finale: 1ste in 2.48,8 (OR) |
| Nobuo Arai Tokuhei Sada Katsuo Takaishi Hiroshi Yoneyama | 4x200m vrije slag (m) | Zilver       | serie 1: 2de in 9.42,6 finale: 2de in 9.41,4                                                 |

Argentinië · Australië · België · Brits-Indië · Bulgarije · Canada · Chili · Cuba · Denemarken · Duitsland · Egypte · Estland · Filipijnen · Finland · Frankrijk · Griekenland · Groot-Brittannië · Haïti · Hongarije · Ierland · Italië · Japan · Joegoslavië · Letland · Litouwen · Luxemburg · Malta · Mexico · Monaco · Nederland · Nieuw-Zeeland · Noorwegen · Oostenrijk · Panama · Polen · Portugal · Roemenië · Spanje · Tsjecho-Slowakije · Turkije · Uruguay · Verenigde Staten · Zuid-Afrika · Zuid-Rhodesië · Zweden · Zwitserland